# Ted Schwinden
Theodore "Ted" Schwinden, född 31 augusti 1925 i Wolf Point, Montana, död 7 oktober 2023 i Phoenix, Arizona, var en amerikansk demokratisk politiker som var Montanas guvernör 1981–1989.
Schwinden tjänstgjorde i USA:s armé och studerade vid University of Montana. Som Montanas viceguvernör tjänstgjorde han 1977–1981.
Schwinden efterträdde 1981 Thomas Lee Judge som guvernör och efterträddes 1989 av Stan Stephens.
Schwinden gifte sig år 1946 med Jean Christianson. Äktenskapet varade tills hustrun år 2007 avled i cancer.